# Termografie

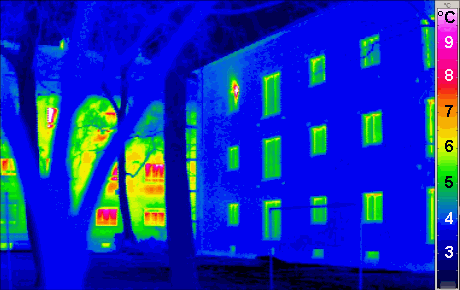
Termovize tradičního domu v pozadí a pasivního domu v popředí

Infračervená termografie je vědní obor, anebo bezkontaktní metoda, která slouží k barevné vizualizaci teplotních polí a zjišťování povrchových teplot těles. Úkolem termografie je analýza infračervené energie vyzařované tělesem. Termografickým měřicím systémem lze zobrazit teplotní pole měřeného objektu, ale pouze na jeho povrchu. Obor termografie se v širším měřítku rozvinul společně s rozšířením infračervených kamer, pro které se obecně vžilo slovo termovizní kamera, resp. termovize. Tento termín vznikl z názvu prvního výrobce infračervených kamer, firmy Thermovision, dnes FLIR. Na princip měření přišel fyzik Max Planck.
Termokamery umožňují zobrazit infračervené záření tělesa tak, aby jej bylo možné vidět (vizualizace). Výstupem z termovizní kamery je infračervený snímek, odborně termogram, resp. termovizní snímek. Radiometrické termokamery pak uživateli umožní určit teplotu v jednotlivých bodech termogramu. Určení teploty však není snadné, protože závisí na několika parametrech. Jeden z hlavních parametrů je emisivita tělesa. Ideálně černé těleso má emisivitu 1, lesklá tělesa mají emisivitu velmi malou (až 0,1). Malá emisivita tělesa většinou znamená menší přesnost měření. Do měřeného zářivého toku tělesa totiž může značným způsobem vstoupit zdánlivá odražená teplota, která ovlivňuje naměřený výsledek.

## Využití
Termografie se využívá při:
- hledání úniků tepla z budov
- sledování elektrických vedení a jejich poškození
- určení poruchy vyhledáním nehomogenit teplotního pole
- detekci přehřívání strojů a závad snižující životnost zařízení (elektromotory aj.)
- kontrole zatížení motorů, ložisek nebo brzd
- určení vadných článků na fotovoltaických panelech
- kontrole potrubí, ventilů, tanků
- stanovisku o homogenitě výrobku (např. slévárenství)
- neinvazivní detekci zánětů pod kůží
- měření rozložení teploty pro účely vědy a výzkumu
- automatizaci procesů
- detekci pohybu osob v zabezpečených objektech
- nočním vidění
- vyhledávání ohnisek požárů

Některé termovizní systémy se specifickými funkcemi jsou ale chráněny licencemi. Jedná se o systémy využitelné pro navádění raket a letadel, u nichž existuje potenciál vojenského zneužití.
Protože diagnostika objektu termokamerou odhalí celou řadu vad a poruch, které mají za následek zvýšené tepelné ztráty, je termovizní (nebo také termografické) měření často využíváno u budov. Součástí termodiagnostiky objektu je i odborné vyhodnocení snímků, včetně popisu a návrhu nápravných opatření. Jedná se především o bezkontaktní průzkum nemovitosti, mechanických součástek (např. ložiska motorů) nebo fotovoltaických panelů. Výsledkem termovizního měření je protokol, který by měl být zpracováván dle normy ČSN EN 13187 – Tepelné chování budov – Kvalitativní určení tepelných nepravidelností v pláštích budov – Infračervená metoda.

## Termogram
Termogram, nebo termovizní snímek, resp. infračervený snímek je obraz pořízený termokamerou. Infračervené záření je pro lidské oko neviditelné, a proto se termovizní snímky vizualizují za použití okem viditelných palet, které přiřazují barvu různým teplotám (různému množství tepelného toku). Stejný snímek tak lze zobrazit v odlišných barevných paletách a tím zviditelnit nebo zdůraznit jiná místa.

### Standardní palety pro termogramy
- železo
- duha
- stupně šedi

Termovizní snímky mohou být radiometrické a neradiometrické (pouze zobrazující). Radiometrické termovizní systémy umožní vypočítat teplotu na povrchu tělesa. Základem pro výpočet je množství snímaného infračerveného zářivého toku. V plně radiometrickém termogramu lze provádět měření teplot a upravit parametry snímku i po jeho uložení. Těmito parametry jsou např. emisivita a zdánlivá odražená teplota, vzdálenost od měřeného objektu a údaje o okolní atmosféře. Všechny tyto parametry mají vliv na výslednou naměřenou teplotu.
Na naměřenou hodnotu v bodě má však vliv i velikost obrazového bodu. Zajímá-li nás objekt ve větší vzdálenosti, může měření ovlivnit i velikost snímané plochy a plocha detektoru. Bude-li velikost snímaného obrazového bodu větší než měřený objekt, pak bude výsledek měření ovlivněn okolím měřeného objektu. V takovém případě se můžeme s termokamerou např. přiblížit, případně použít jinou optiku (teleobjektiv), nebo zvětšit rozlišení detektoru. Rozlišení detektoru je u nejlevnějších kamer asi 80 × 80 obrazových bodů (pixelů) a u špičkových laboratorních termokamer až 1024 × 1024 bodů. Při hodnocení velikosti plochy detektoru je třeba mít na paměti, že dvojnásobný rozměr detektoru znamená čtyřnásobnou plochu snímku a tím i čtyřnásobný počet obrazových bodů.
Dalším důležitým parametrem je teplotní citlivost, která u dobrých kamer může dosahovat až 50 mK (rozliší rozdíl teplot od 0,05 °C).
Vyspělé termokamery nabízejí prolínání termogramu a běžné fotografie do jednoho snímku, a to jak ve výřezu (obraz v obraze), tak i dle určeného rozsahu teplot teplotního pole (například lze červeně zobrazit místa s poruchou).